# Larvă

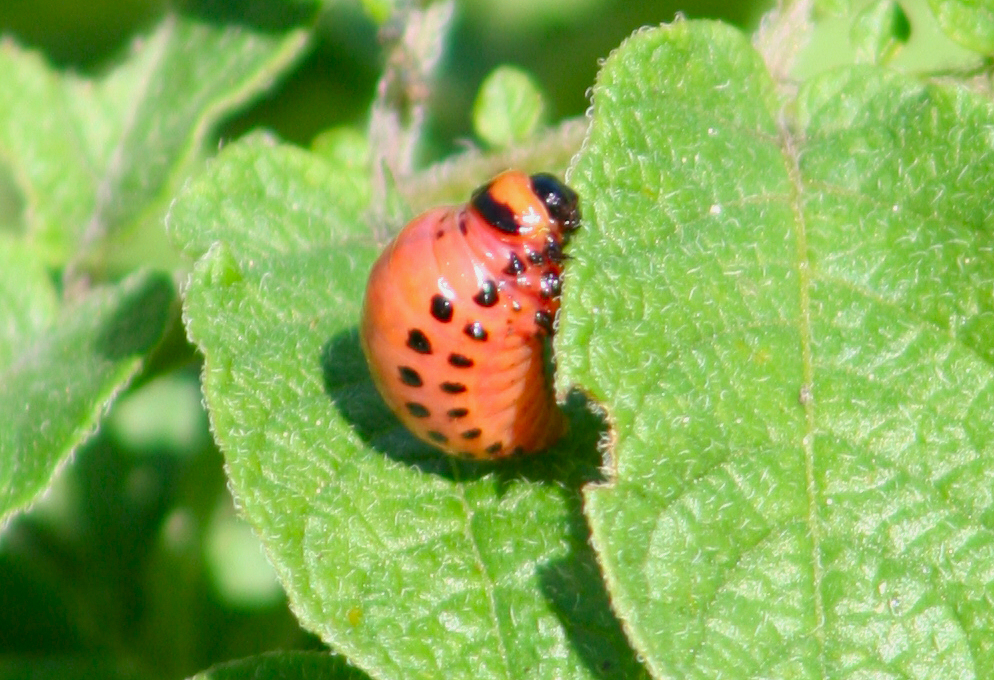
Larva gândacului de Colorado

Larva (latină: larva cu sensul de „fantomă”; plural larvae) este un organism (pești, amfibieni sau nevertebrate) aflat în prima fază evolutivă după ieșirea din ou. Forma larvei, precum și modul său de viața sunt diferite față de cele din stadiul de adult al organismului. Larvele au structuri și organe care nu apar în forma adultă, precum și, uneori, o dietă considerabil diferită.